# Fox Odoi-Oywelowo

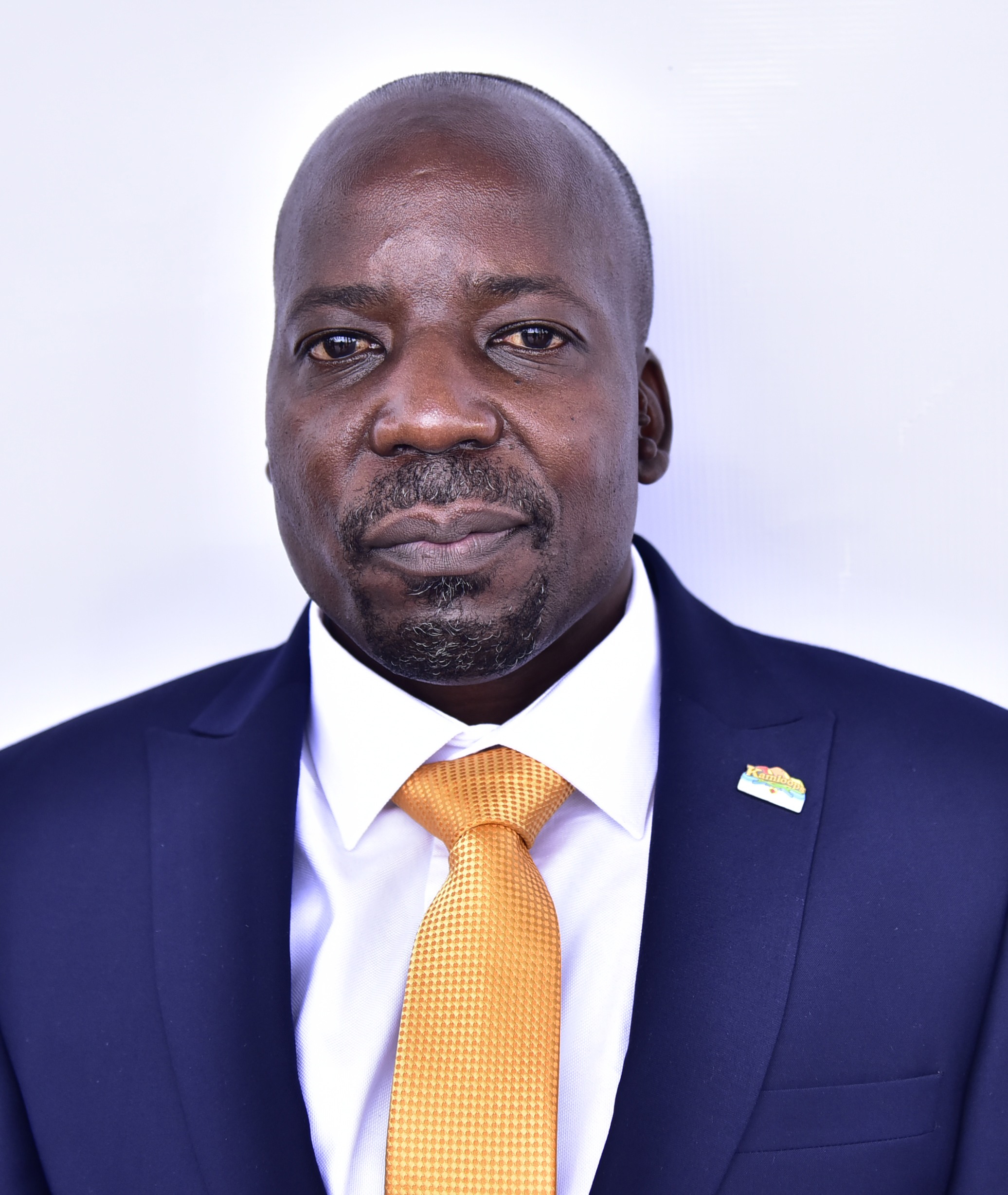
Fox Odoi-Oywelowo

Fox Odoi-Oywelowo (* 23. Dezember 1968 in West Budama, Uganda) ist ein ugandischer Rechtsanwalt und Politiker, der seit 2021 als Abgeordneter im Parlament von Uganda den Wahlkreis West Budama North East vertritt.

## Ausbildung und berufliche Laufbahn
Odoi-Oywelowo absolvierte sein Jurastudium an der Makerere-Universität, wo er 1992 seinen Bachelor of Laws erwarb. 1993 folgte ein Postgraduierten-Diplom in Rechtspraxis. 2018 schloss er einen Master of Laws in Internationalem Wirtschaftsrecht an der Uganda Christian University ab.
Von 1995 bis 2010 war er im Rechtsdepartment des Staatshauses tätig, wo er zeitweise die Leitung innehatte und als Rechtsberater für Präsident Yoweri Museveni fungierte.

## Politische Karriere
Odoi-Oywelowo wurde 2011 erstmals ins ugandische Parlament gewählt. Bei den Wahlen 2021 wurde er als Vertreter der Regierungspartei National Resistance Movement (NRM) wiedergewählt. Im Parlament hat er den Vorsitz des Menschenrechtsausschusses inne.

## Menschenrechtsarbeit
Als Vorsitzender des Menschenrechtsausschusses setzt sich Odoi-Oywelowo für die Untersuchung von Menschenrechtsverletzungen in Uganda ein. Dazu gehören auch Vorwürfe von Folter in Haftanstalten. Der Ausschuss plant, alle Regierungsgefängnisse zu besuchen, um diese Vorwürfe zu prüfen.

## Positionen
Am 2. Mai 2023 stimmte Odoi-Oywelowo als einziger von 341 anwesenden Abgeordneten gegen das Anti-Homosexualitätsgesetz. Er äußerte Bedenken hinsichtlich der Vereinbarkeit des Gesetzes mit den Menschenrechten. Das Gesetz wurde am 29. Mai 2023 von Präsident Museveni unterzeichnet.
Odoi-Oywelowo setzt sich für die Abschaffung der Todesstrafe in Uganda ein und hat sich kritisch zum Einfluss evangelikaler Gruppen aus den USA auf die ugandische Politik geäußert.
Im April 2024 wies das ugandische Verfassungsgericht eine Klage gegen das Anti-Homosexualitätsgesetz ab. Odoi-Oywelowo äußerte sich kritisch zur Entscheidung des Verfassungsgerichts und sprach sich gegen das Gesetz aus.